# Erich Zib
Erich Zib (* 20. Oktober 1951 in Wien) ist ein österreichischer Heurigenmusiker, Liedtexter, Komponist und Moderator.

## Leben und Wirken
Erich Zib wurde als Sohn des Heurigenmusikers Franz Zib in Wien geboren. Als gelernter Einzelhandelskaufmann war er als Verkaufsleiter tätig und absolvierte eine Gesangsausbildung bei Rudolf Olster sowie eine Harmonikaausbildung. Bereits 1968 tritt Zib als Interpret des Wienerlieds bei Heurigen in Gumpoldskirchen und Guntramsdorf auf, 1995 wurde er Berufsmusiker. Es folgten zahlreiche Auftritte im In- und Ausland, mithin auf allen Kontinenten der Welt.
Seit 2003 leitet Zib eine eigene Radiosendung zum Thema Wienerlied, die in zahlreichen freien Radioprogrammen ausgestrahlt wird. Er ist weiters Herausgeber von Wienerlied-Notenbüchern und Gründer des Verlags Radio Wienerlied. Tochter Marion Zib ist ebenfalls als Wienerliedmusikerin tätig.

## Auszeichnungen
- Hut des lieben Augustin
- Lyra der Robert Posch Vereinigung
- Silbernes Verdienstzeichen der Stadt Wien
- Ehrennadel der Gemeinde Schwarzau am Steinfeld[1]